# Torborg Chetkovich
Torborg Margareta Chetkovich, född 2 november 1967 i Korpilombolo i Norrbottens län, är en svensk företagsledare. Hon har haft ett flertal ledande befattningar inom den svenska kollektivtrafiken, bland annat har hon arbetat för SJ och varit vice verkställande direktör för Veolia Transport och verkställande direktör för tunnelbaneoperatören MTR i Stockholm. 2010 blev hon utsedd till verkställande direktör för flygplatsbolaget Swedavia.
Den 18 december 2015 meddelades att Torborg Chetkovich sparkas som VD för Swedavia.
Sedan 2024 är hon styrelseledamot i det finländska järnvägsföretaget VR Group.
Hon har studerat ekonomi vid Uppsala universitet.